# São João do Peso
São João do Peso es una freguesia portuguesa del concelho de Vila de Rei, con 12,95 km² de superficie y  habitantes (2001). Su densidad de población es de 13,4 hab/km².